# 科西嘉共和国
科西嘉共和国是欧洲历史上的一个短暂存在的国家，存续时间为1755年—1769年。1755年11月，科西嘉政治家帕斯夸莱·保利宣布科西嘉独立，创立了科西嘉宪法。1769年，法国军队入侵科西嘉，科西嘉共和国并入法国。